# مونیکا پیکووا
مونیکا پیکووا (لهستانی: Monika Pikuła؛ زادهٔ ۲۲ آوریل ۱۹۸۰) بازیگر اهل لهستان است.
از فیلم‌ها یا مجموعه‌های تلویزیونی که وی در آن‌ها نقش داشته‌است، می‌توان به خیوکا، قانون حقیقی، آوای وزغ، ع چون عشق، عشق اول، در خوشی و سختی، پدر متیو، دوستان، قانون حقیقی و ماگدا ام. اشاره نمود.